# Râpile, Buzău
Râpile este un sat în comuna Pănătău din județul Buzău, Muntenia, România. Se află în nord-vestul județului, în zona de munte.